# Condado de Refugio
O Condado de Refugio é um dos 254 condados do estado norte-americano do Texas. A sede do condado é Refugio, e sua maior cidade é Refugio.
O condado possui uma área de 2 120 km² (dos quais 125 km² estão cobertos por água), uma população de 7 828 habitantes, e uma densidade populacional de 4 hab/km² (segundo o censo nacional de 2000).
O condado foi criado em 1837.